# Пожежні сходи

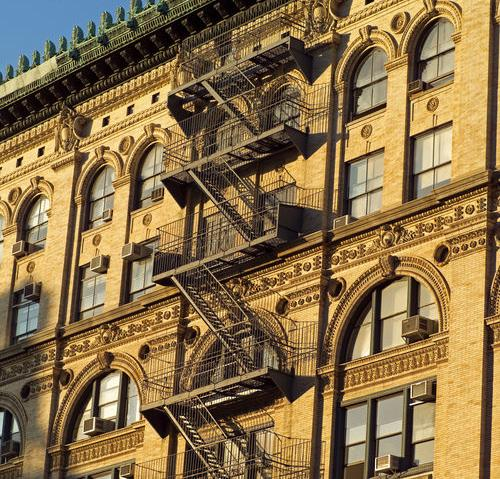
Пожежні сходи на одному з фасадів типового старого будинку на Мангеттені

Пожежні сходи — це особливий вид аварійного виходу, що зазвичай встановлюється зовні будівлі (іноді всередині, але окремо від основних частин будівлі). Ці сходи дозволяють здійснювати евакуацію з будівлі в випадку пожежі чи іншої надзвичайної ситуації, яка робить недоступними внутрішні сходові клітини.

## Опис

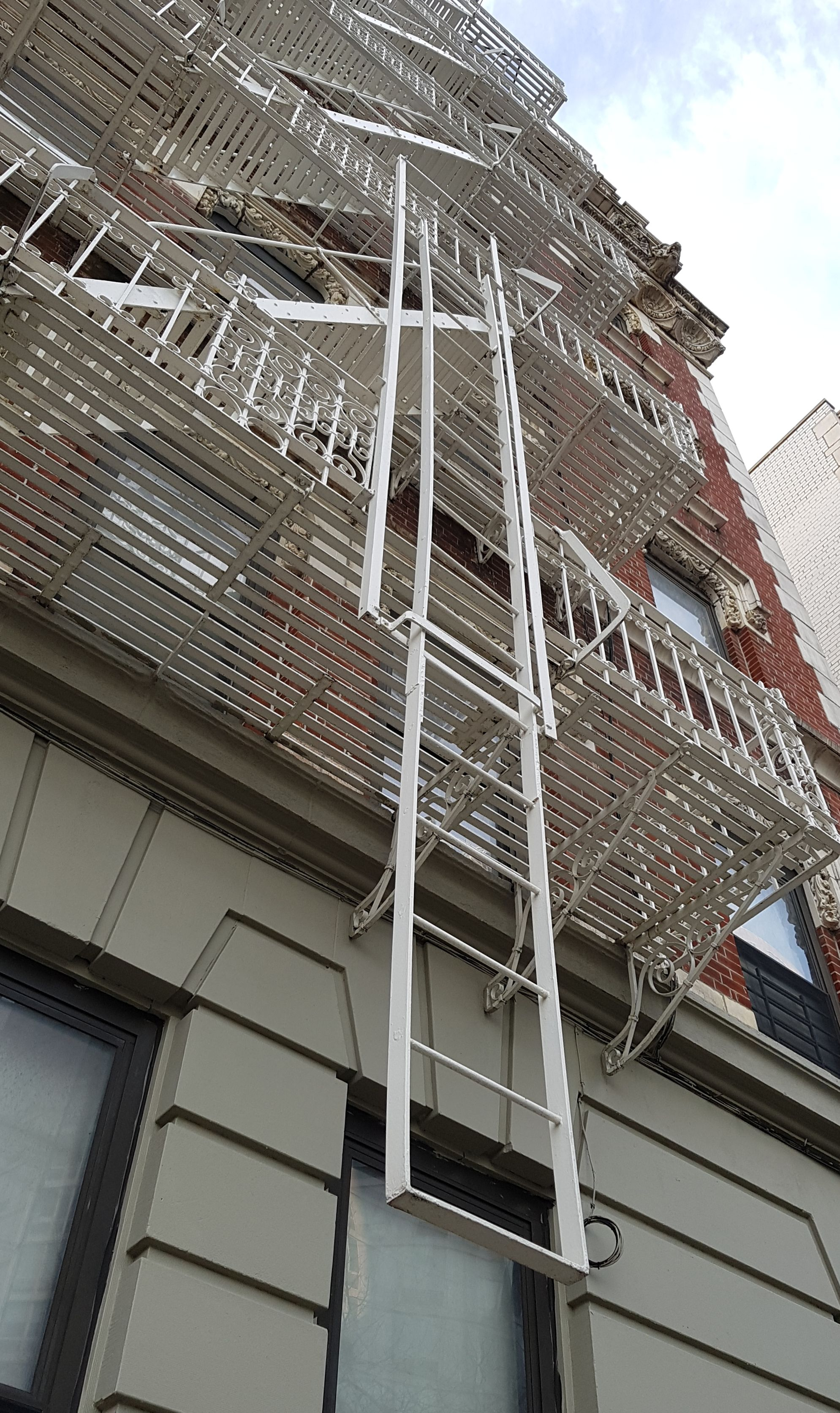
Драбина внизу пожежних сходах розташована так, що з землі на неї не залізти.

Пожежні сходи складаються з ряду горизонтальних платформ, по одній на кожному поверсі будівлі, з'єднані драбинами або сходинками. Платформи та сходи зазвичай виготовляють з відкритих сталевих решіток, щоб запобігти накопиченню на них льоду, снігу та листя. Також на кожному з рівнів встановлюються перила. Драбина, що веде від найнижчого рівня пожежної драбини до землі, може бути закріпленою, але частіше вона опускається на петлі або ковзає вниз. Рухливі конструкції дозволяють людям, що евакуюються, безпечно досягти землі у разі лиха, але не дозволяють отримати доступ до пожежної драбини з землі (що запобігає злочинцям — наприклад, крадіям або вандалам).
З точки зору їх оригінальної концепції, пожежні сходи розташовані зовні будівлі, щоб залишатися максимально вільними від диму, а при розташуванні всередині будівлі аварійні сходи мають бути обладнані відповідними технічними засобами, які забезпечують вентиляцію та вихід диму.

## Історія

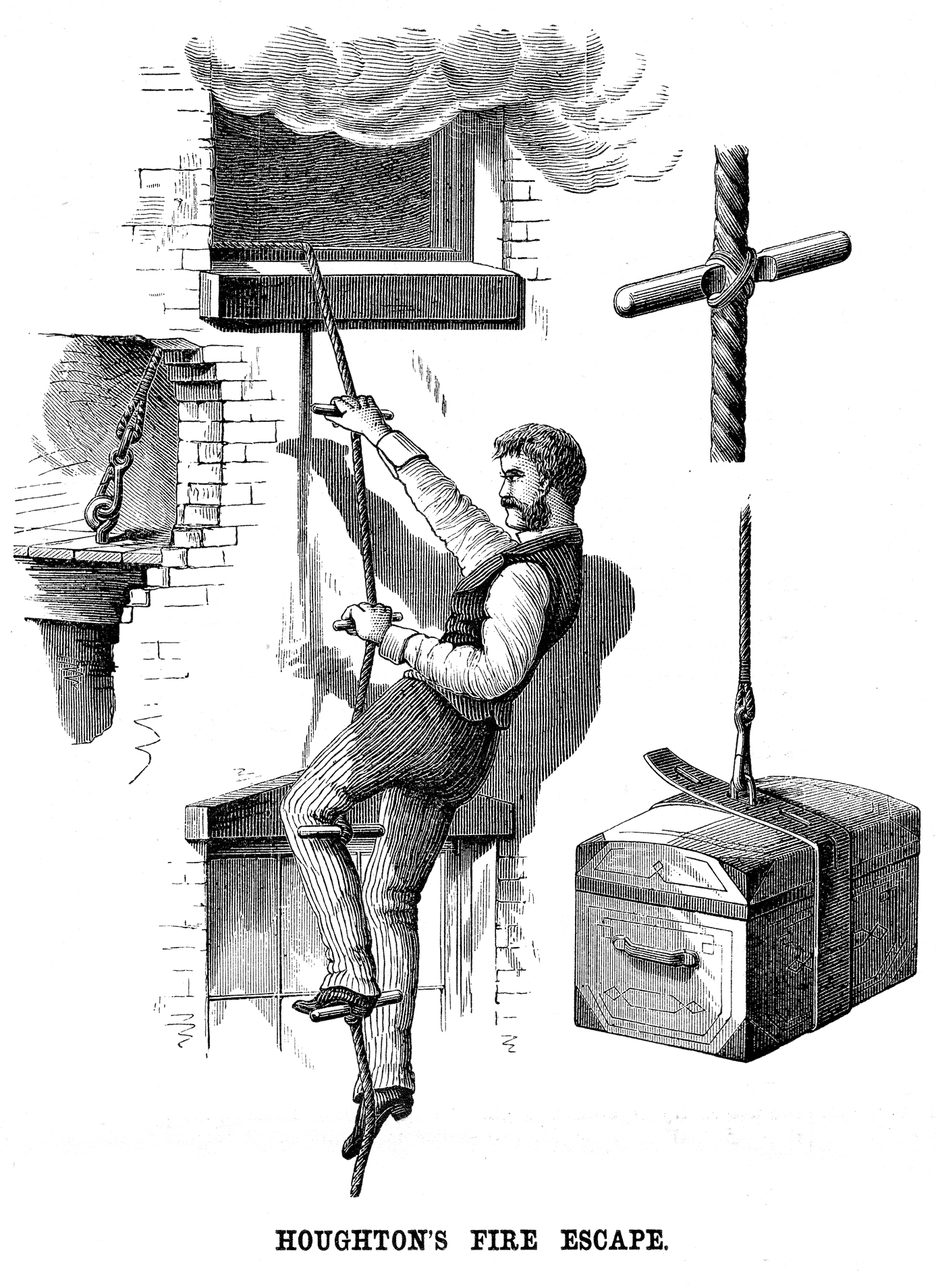
Портативна пожежна драбина Хоутона (1877)

Найдавніший зареєстрований приклад подібного пристрою винайшов Англії у 1784 році англієць, на ім'я Деніел Мейзерс (Daniel Maseres). Цей мобільний пристрій, названий автором «fire escape» (що можна перекласти, як «втеча від пожежі»), кріпився до вікна, дозволяючи людині спуститися на вулицю без травм. По суті, це було вдосконалення поширеного способу евакуації через вікно за допомогою зв'язаних разом простирадл.
У 1820-х роках суперінтендант «Королівського товариства захисту життя від вогню» (англ. Royal Society for the Protection of Life from Fire) Абрагам Вівелл розробив портативну систему пожежної евакуації в вигляді драбини на колесах, яку доставляли до місця пожежі. Драбину піднімали до вікна за допомогою мотузок, а під нею висів брезентовий жолоб, по якому люди, що тікали з палаючої будівлі, спускалися на вулицю. Така конструкція дозволяла швидко евакуювати велику кількість людей. Міста по всій Англії взяли на озброєння пожежні драбини на основі дизайну Вівелла.
Після масштабних пожеж в американських містах у 1800-х роках у поєднанні з постійним зростанням населення міст, законодавці усвідомили необхідність затвердження пожежних і будівельних норм. У 1876 році було прийнято Закон про багатоквартирні будинки, який вимагав наявності пожежних сходів на будівлях і вікнах кожної кімнати житлових і господарських будівель. Того ж року у Філадельфія після великої кількості пожеж зі смертельними наслідками був прийнятий перший муніципальний закон про пожежну евакуацію у місті.
У 1887 році Анна Коннеллі винайшла і запатентувала перші відкриті пожежні сходи. Її конструкція не тільки забезпечувала безпечну евакуацію людей від пожежі, але й полегшувала пожежникам транспортування води на вищі поверхи. Ця конструкція стала основою для сучасних пожежних сходів.
Оскільки будівельні норми на рубежі XX-го століття стали більш поширеними в різних країнах, важливою проблемою для нового будівництва стала пожежна безпека. Від власників будинків дедалі частіше вимагали забезпечити відповідні шляхи евакуації, і на той час пожежні сходи здавалися найкращим доступним варіантом. Їх можна не тільки включити в нове будівництво за низькою ціною, але й дуже легко додати до існуючого будівництва. У міру того, як будівельні норми розвивалися, і в наступних виданнях було розглянуто більше питань безпеки, всі споруди вище певної кількості поверхів повинні були мати другий шлях виходу, а зовнішні пожежні сходи були дозволені як варіант модернізації для існуючих будівель до відновлення після Другої світової війни.

## Інші варіанти евакуації

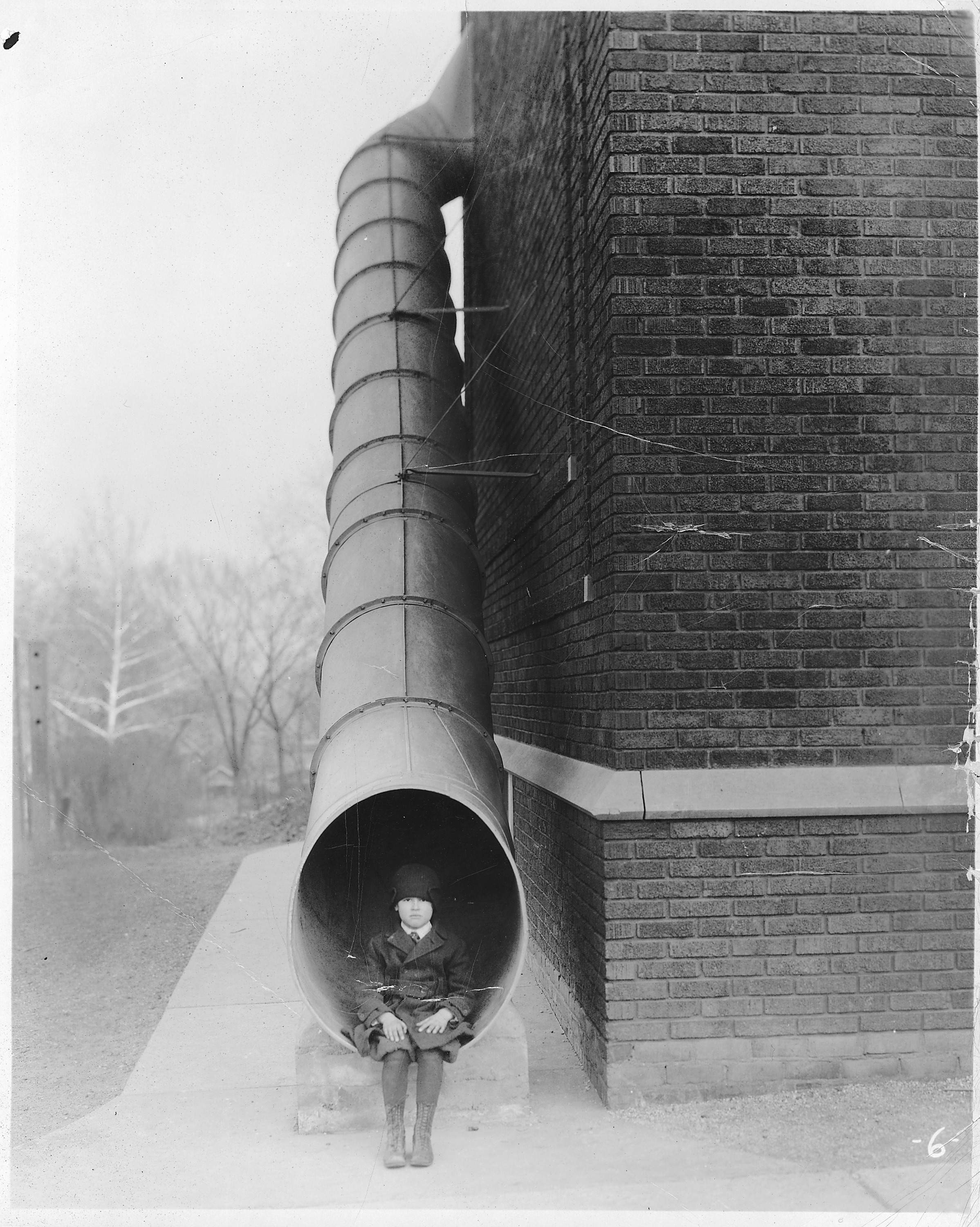
Рятувальний жолоб для спуску з другого поверху, 1924 рік

Альтернативною формою швидкої евакуації, винайденою на початку XIX сторіччя, став рятувальний жолоб — довга брезентова труба, підвішена під великою воронкою за вікном високої будівлі. Людина, яка рятується від вогню, ковзає всередину труби і може контролювати швидкість спуску, впираючись у стінки труби руками та ногами. Цю евакуаційну трубу можна швидко розгорнути з вікна та повісити до рівня вулиці, хоча вона доволі громіздка для зберігання всередині будівлі.
У 1930-х роках в школах, лікарнях та інших установах набули широкого поширення закриті трубчасті пожежні спуски, замінивши відкриті чавунні сходи. Головна перевага такого варіанта полягала в тому, що у людей не було причин використовувати його для чогось іншого, окрім як за призначення, а лежачих пацієнтів у разі пожежі можна було спускати разом з постіллю.
Оскільки будівлі стають вищими, набувають популярності нові ідеї пожежної евакуації з хмарочосів. Наприклад, в США після терактів 11 вересня 2001 року було створено групу з дослідження достатнього захисту ліфтів, щоб їх можна було використовувати для евакуації. Сучасні ліфти надвисоких будівель розташовують в спеціально сконструйованих ліфтових вестибюлях, і самі ліфти та машинні відділення захищені від проникнення вогню, диму та води.
Розглядаються і численні оригінальні концепції евакуації з висотних будівель, наприклад евакуаційні парашути. Втім, такі способи визнано непрактичними у масовому масштабі, особливо для людей з фізичними обмеженнями.

## Пожежні сходи в мистецтві
У бідних районах великих американських міст в 1950-х і 1960-х роках пожежні сходи зазвичай використовували для чого завгодно, окрім прямого призначення. Наприклад, у спекотні літні ночі мешканці середньоповерхових будинків спали на майданчиках пожежних сходів.
Таке використання спричинило сюжетну передумову оповідання Корнелла Вулріча 1947 року «Хлопчик кричав про вбивство» про хлопчика, який одного вечора з пожежних сходів стає свідком убивства в сусідній квартирі; ця історія була екранізована як трилер «Вікно» (1949).
Також практику спати на пожежних сходах можна побачити у фільмі Альфреда Гічкока 1954 року «Вікно у двір» (теж заснованому на оповіданнях Вулріча), і на фотографіях Нижнього Іст-Сайду, зроблених Віджі. Діагональні тіні пожежних сходів зробили їх постійним мотивом у фільмах нуар, а в мюзиклі «Вестсайдська історія», де події історії Ромео та Джульєтти відбуваються на сучасному Мангеттені, сцена на балконі перенесена на пожежні сходи.
Стенлі Форман, фотограф газети Boston Herald, отримав Пулітцерівську премію 1976 року за фотографію «Падіння з пожежних сходів» (Fire Escape Collapse), зроблену під час пожежі в Бостоні в 1975. Світлина зображує жінку та дівчинку, що падають з 15-метрової висоти після того, як під ними розвалилися несправні пожежні сходи. В результаті падіння 19-річна Діана Брайант загинула, але її дворічна хрещенка Тіара Джонс вціліла, впавши на її тіло, що пом'якшило удар. Ця моторошна фотографія призвела до термінової перевірки і ремонту всіх пожежних сходів у Бостоні. Групи пожежної безпеки по всій країні використовували її для спонукання до подібних перевірок і в інших містах.